# اتحاد كشافة تشاد
اتحاد كشافة تشاد هو اتحاد وطني كشفي في تشاد، تأسس في عام 1960، وأصبح عضوا في المنظمة العالمية للحركة الكشفية في عام 1974. ويعد الاتحاد مختلطة ولديه 14500 أعضاء اعتبارا من عام 2011.
ويتكون اتحاد كشاف تشاد من جمعيتين، كشافة تشاد وهي للذكور فقط ومرشدات تشاد وهي للفتيات فقط .
تأسست الحركة الكشفية في أفريقيا الاستوائية الفرنسية في عام 1941.
تشاد بلد فقير جدا التي تعاني من الاضطرابات والقبلية الخصومات السياسية، التي تؤثر على تطور الحركة الكشفية في تشاد. الكشافة نشطة في المقام الأول في المناطق في الجنوب، حيث أنها تعتبر خطرة جدا في الشمال. الحركة الكشفية لديها عدد قليل من القادة المتاحين المدربين تدريبا جيدا، لكنه يظهر طاقة كبيرة وأداء جيدا في الحفاظ على الطبيعة وفي تنمية المجتمع.
وتشارك الكشافة في أنشطة التنمية الاجتماعية والحفاظ عليها، بما في ذلك زراعة الحبوب والأشجار المثمرة وغيرها من زراعة الأشجار والمحاصيل، وحفر الآبار وبناء المساكن للمسنين والمعوقين. مشاركة الكشافة أيضا في اليوم الوطني لمحو الأمية وفي أنشطة الخدمة الاجتماعية الأخرى مثل المساعدة على بناء المدارس وللحفاظ على الأماكن العامة، والمستشفيات، الخ
في المناطق الريفية، الكشافة تستخدام المال المكتسب من بيع محصول المزرعة الخاصة بهم في لشراء الدواء. وهم يستخدمون هذه الأدوية في أربع صيدليات . مشاركة الكشافة أيضا في المساعدة على بناء المدارس، والمساعدة في الحفاظ على الأماكن العامة والمستشفيات.